# 행크 로저스

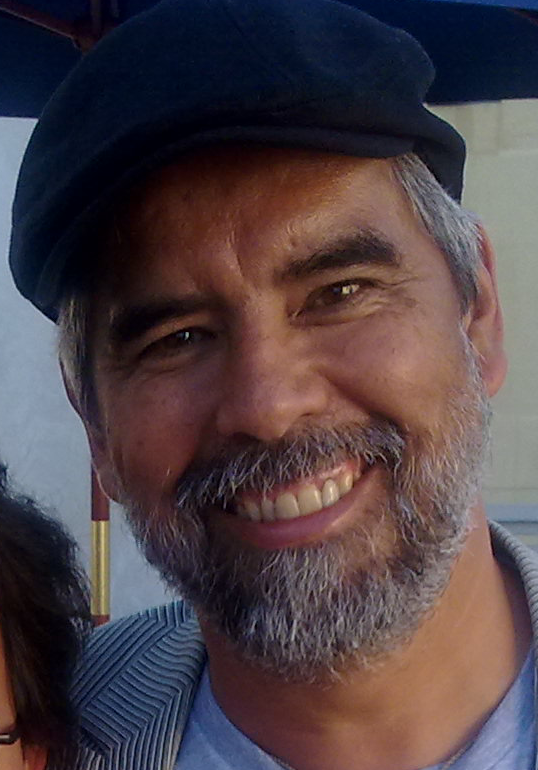

행크 로저스(Henk Rogers, 본명: 행크 브라워 로저스, Henk Brouwer Rogers, 1953년 12월 24일 ~ )는 인도네시아 출신의 네덜란드 비디오 게임 디자이너이자 기업가이다. 일본 최초의 대형 턴제 롤플레잉 비디오 게임 더 블랙 오닉스를 제작하고, 러시아 퍼즐 비디오 게임 테트리스가 인기를 얻은 비디오 게임 콘솔에 배포할 수 있는 권리를 확보했으며, 불릿 프루프 소프트웨어(Bullet-Proof Software)(나중에 블루 플래닛 소프트웨어로 변경됨) 및 테트리스 상표 라이선스를 부여하는 더 테트리스 컴퍼니(The Tetris Company)의 창립자로 유명하다. 테트리스를 게임보이로 만든 라이선스 분쟁을 해결하는 데 중요한 역할을 했다. 현재 그는 더 테트리스 컴퍼니의 전무 이사이다.